# 長谷川橋介
長谷川 橋介（はせがわ きょうすけ、? - 元亀3年12月22日（1573年1月25日））は、戦国時代の武将。長谷川与次の弟であり、長谷川秀一の叔父に当たる。通称は右近。

## 生涯
織田信長に小姓として仕えた。天文21年（1552年）、信長が山口教吉と戦った赤塚の戦いでは、先陣の足軽として参加。永禄年間の初めには赤母衣衆に入っている。
永禄3年（1560年）の桶狭間の戦いでは、信長が夜明けに行軍を開始した当初、岩室重休・佐脇良之・山口飛騨守・加藤弥三郎とともにわずか5人で従った。永禄12年（1569年）の大河内城の戦いでは、佐脇らと共に尺限廻番衆となる。
その後、信長より不興を買い、佐脇・山口・加藤と織田家を出奔、ともに徳川家康のもとに身を寄せた。その際の待遇は不明であるが、元亀3年12月22日（1573年1月25日）の三方ヶ原の戦いに参戦し、佐脇、山口・加藤とともに討死した。
なお、『甫庵信長記』では、信長が弟信行（信勝）を謀殺した際、初めに斬りつけた3人のうちの1人となっているが、『信長公記』にはその記載はなく定かではない。これを誤りと推測する見解もある
子の四郎左衛門は尾張に戻り、長谷川秀一に仕えたという。

## 登場作品
小説
- 楠乃小玉『織田信長と岩室長門守』（2016年刊、青心社）